# 장 드 부르고뉴 (1415년)
장 드 부르고뉴(프랑스어: Jean de Bourgogne, 1415년 10월 25일 - 1491년 9월 25일)는 "느베르 백작" 작위를 얻기 앞서, 클람시의 장이라고도 알려진 프랑스의 귀족이다.

## 생애
그는 필리프 다르투아의 딸 본 다르투아와 느베르 백작 필리프 2세의 아들로 태어났다. 장의 형인 느베르, 르텔 백작 샤를 1세는 합법적인 자식이 없었으므로, 1464년 그의 사망시 장에게 작위가 넘어가게 됐다. 1472년 그의 작은 아버지 이 백작 샤를 다르투아도 합법적인 자식이 없이 사망하면서 그의 작위도 장에게 주어졌다.
장은 새아버지인 선량공 필리프의 군대에서 복무했고 피카르디(1434년), 칼레(1436년), 룩셈부르크(1443년), 플랑드르(1453년)에서 활동했다. 그러나 그는 필리프의 후계자인 용담공 샤를과 충돌이 있었으며, 루이 11세 쪽으로 전향하였다.
그는 공익 동맹 전쟁에서 루이 11세의 편에서 싸웠고 노르망디 사령관이 되었다.

## 가족 관계

### 첫 번째 혼인
장은 1435년 11월 24일 아미엥에서 자클린 달리와 혼인하여 두 명의 자식을 두었다:
- 엘리자베트 (c. 1439년 – 1483년 6월 21일) : 클레베 공작 요한 1세 폰 마르크와 혼인.
- 필리프(Philippe, 1446–1452년).

### 두 번째 혼인
1470년 자클린의 죽음으로 그는 1471년 8월 30일 부사크 성에서 장 2세 드 브로스의 딸 폴린 드 브로스 (1450년-1479년)와 혼인했다. 그들 사이에 자식 한 명을 두었다:
- 샤를로트 (c. 1472년 – 1500년 8월 23일) : 샤를 2세 달브레와 안 다르마냐크의 손자이자 마리 1세 도베르뉴의 증손자인 장 달브레(John d'Albret, 1524년 사망)와 혼인하였으며, 마리 달브레라는 딸 하나를 두었다.

### 세 번째 혼인
장의 마지막 결혼은 1480년 3월 11일 샬뤼 성에서 프랑수아즈 달브레와 열렸다.